# Колесник Василь Якович
Василь Якович Коле́сник (нар. 22 березня 1922, Голодьки — пом. 25 квітня 1944, Дрокур) — учасник французького Руху Опору.

## Біографія
Народився 22 березня 1922 року в селі Голодьках Хмільницького району (тепер Вінницька область, Україна). Член ВЛКСМ з 1937 року. Під час німецько-радянської війни опинився на окупованій ворогом території і 1942 року був вивезений на примусові роботи до Північної Франції (табір Бомон). З 1943 року член, а з 1944 року керівник підпільної організації «Комітет радянських патріотів». У квітні 1944 року втік з табору. Продовжив боротьбу в партизанському загоні Василя Порика, став його заступником. Був важко поранений у бою. Щоб не потрапити у полон застрелився 25 квітня 1944 року.

## Вшанування пам'яті
- його ім'ям названо партизанський загін, сформований у департаменті Нор;
- організаторам підпільної групи, зокрема і Василю Колеснику, присвячені:
  - повість Владилена Травинського та Марії Фортус «Поединок с гестапо» (Москва, 1965);
  - художній фільм «В'язні Бомона» (1970, режисер Юрій Лисенко, Кіностудія імені Олександра Довженка).